# 17.ª etapa da Volta a França de 2018
A 17ª etapa da Volta a França de 2018 teve lugar a 25 de julho de 2018 entre Bagnères-de-Luchon e Saint-Lary-Soulan sobre um percurso de 65 km e foi ganhada em solitário pelo ciclista colombianão Nairo Quintana da equipa Movistar. O ciclista britânico Geraint Thomas da equipa Sky conservou o maillot jaune.

## Classificação da etapa
| \| Classificação por etapas \| Classificação por etapas \| Classificação por etapas \| Classificação por etapas \| Classificação por etapas \| \| Ciclista \| Ciclista \| Equipe \| Tempo \| \| \| ------------------------ \| ------------------------ \| ------------------------ \| ------------------------ \| ------------------------ \| \| 1. \| Nairo Quintana \| Movistar Team \| 2h21m27s \| \| \| 2. \| Daniel Martin \| UAE Team Emirates \| + 28s \| \| \| 3. \| Geraint Thomas \| Team Sky \| + 47s \| \| \| 4. \| Primož Roglič \| LottoNL-Jumbo \| + 52s \| \| \| 5. \| Tom Dumoulin \| Team Sunweb \| + 52s \| \| \| 6. \| Steven Kruijswijk \| LottoNL-Jumbo \| + 1m05s \| \| \| 7. \| Egan Bernal \| Team Sky \| + 1m33s \| \| \| 8. \| Chris Froome \| Team Sky \| + 1m35s \| \| \| 9. \| Mikel Landa \| Movistar Team \| + 1m35s \| \| \| 10. \| Ilnur Zakarin \| Katusha-Alpecin \| + 2m01s \| \| |                   |                   |          |
| |                   |                   |          |
| Fonte: ProCyclingStats |                   |                   |          |
| Classificação por etapas |                   |                   |          |
| Ciclista | Ciclista          | Equipe            | Tempo    |
| 1. | Nairo Quintana    | Movistar Team     | 2h21m27s |
| 2. | Daniel Martin     | UAE Team Emirates | + 28s    |
| 3. | Geraint Thomas    | Team Sky          | + 47s    |
| 4. | Primož Roglič     | LottoNL-Jumbo     | + 52s    |
| 5. | Tom Dumoulin      | Team Sunweb       | + 52s    |
| 6. | Steven Kruijswijk | LottoNL-Jumbo     | + 1m05s  |
| 7. | Egan Bernal       | Team Sky          | + 1m33s  |
| 8. | Chris Froome      | Team Sky          | + 1m35s  |
| 9. | Mikel Landa       | Movistar Team     | + 1m35s  |
| 10. | Ilnur Zakarin     | Katusha-Alpecin   | + 2m01s  |

## Classificações ao final da etapa

### Classificação geral
| \| Classificação geral \| Classificação geral \| Classificação geral \| Classificação geral \| Classificação geral \| \| Ciclista \| Ciclista \| Equipe \| Tempo \| \| \| ------------------- \| ------------------- \| ------------------- \| ------------------- \| ------------------- \| \| 1. \| Geraint Thomas \| Team Sky \| 70h34m11s \| \| \| 2. \| Tom Dumoulin \| Team Sunweb \| + 1m59s \| \| \| 3. \| Chris Froome \| Team Sky \| + 2m31s \| \| \| 4. \| Primož Roglič \| LottoNL-Jumbo \| + 2m47s \| \| \| 5. \| Nairo Quintana \| Movistar Team \| + 3m30s \| \| \| 6. \| Steven Kruijswijk \| LottoNL-Jumbo \| + 4m19s \| \| \| 7. \| Mikel Landa \| Movistar Team \| + 4m34s \| \| \| 8. \| Romain Bardet \| AG2R La Mondiale \| + 5m13s \| \| \| 9. \| Daniel Martin \| UAE Team Emirates \| + 6m33s \| \| \| 10. \| Jakob Fuglsang \| Astana \| + 9m31s \| \| |                   |                   |           |
| |                   |                   |           |
| Fonte: ProCyclingStats |                   |                   |           |
| Classificação geral |                   |                   |           |
| Ciclista | Ciclista          | Equipe            | Tempo     |
| 1. | Geraint Thomas    | Team Sky          | 70h34m11s |
| 2. | Tom Dumoulin      | Team Sunweb       | + 1m59s   |
| 3. | Chris Froome      | Team Sky          | + 2m31s   |
| 4. | Primož Roglič     | LottoNL-Jumbo     | + 2m47s   |
| 5. | Nairo Quintana    | Movistar Team     | + 3m30s   |
| 6. | Steven Kruijswijk | LottoNL-Jumbo     | + 4m19s   |
| 7. | Mikel Landa       | Movistar Team     | + 4m34s   |
| 8. | Romain Bardet     | AG2R La Mondiale  | + 5m13s   |
| 9. | Daniel Martin     | UAE Team Emirates | + 6m33s   |
| 10. | Jakob Fuglsang    | Astana            | + 9m31s   |

### Classificação por pontos
| Classificação por pontos | Classificação por pontos | Classificação por pontos | Classificação por pontos | Classificação por pontos |
| Ciclista                 | Ciclista                 | Equipe                   | Pontos                   |                          |
| ------------------------ | ------------------------ | ------------------------ | ------------------------ | ------------------------ |
| 1.                       | Peter Sagan              | Bora-Hansgrohe           | 452 pts                  |                          |
| 2.                       | Alexander Kristoff       | UAE Team Emirates        | 170 pts                  |                          |
| 3.                       | Julian Alaphilippe       | Quick-Step Floors        | 134 pts                  |                          |
| 4.                       | Arnaud Démare            | Groupama-FDJ             | 133 pts                  |                          |
| 5.                       | Greg Van Avermaet        | BMC Racing Team          | 130 pts                  |                          |
| 6.                       | John Degenkolb           | Trek-Segafredo           | 128 pts                  |                          |
| 7.                       | Andrea Pasqualon         | Wanty-Groupe Gobert      | 100 pts                  |                          |
| 8.                       | Daniel Martin            | UAE Team Emirates        | 85 pts                   |                          |
| 9.                       | Alejandro Valverde       | Movistar Team            | 82 pts                   |                          |
| 10.                      | Geraint Thomas           | Team Sky                 | 78 pts                   |                          |

### Classificação da montanha
| Classificação da montanha | Classificação da montanha | Classificação da montanha | Classificação da montanha | Classificação da montanha |
| Ciclista                  | Ciclista                  | Equipe                    | Pontos                    |                           |
| ------------------------- | ------------------------- | ------------------------- | ------------------------- | ------------------------- |
| 1.                        | Julian Alaphilippe        | Quick-Step Floors         | 140 pts                   |                           |
| 2.                        | Warren Barguil            | Fortuneo-Samsic           | 73 pts                    |                           |
| 3.                        | Geraint Thomas            | Team Sky                  | 54 pts                    |                           |
| 4.                        | Nairo Quintana            | Movistar Team             | 40 pts                    |                           |
| 5.                        | Tom Dumoulin              | Team Sunweb               | 39 pts                    |                           |
| 6.                        | Daniel Martin             | UAE Team Emirates         | 33 pts                    |                           |
| 7.                        | Steven Kruijswijk         | LottoNL-Jumbo             | 32 pts                    |                           |
| 8.                        | Rafał Majka               | Bora-Hansgrohe            | 31 pts                    |                           |
| 9.                        | Bauke Mollema             | Trek-Segafredo            | 29 pts                    |                           |
| 10.                       | Primož Roglič             | LottoNL-Jumbo             | 26 pts                    |                           |

### Classificação dos jovens
| Classificação dos jovens | Classificação dos jovens | Classificação dos jovens  | Classificação dos jovens | Classificação dos jovens |
| Ciclista                 | Ciclista                 | Equipe                    | Tempo                    |                          |
| ------------------------ | ------------------------ | ------------------------- | ------------------------ | ------------------------ |
| 1.                       | Pierre Latour            | AG2R La Mondiale          | 70h50m14s                |                          |
| 2.                       | Guillaume Martin         | Wanty-Groupe Gobert       | + 6m27s                  |                          |
| 3.                       | Egan Bernal              | Team Sky                  | + 8m31s                  |                          |
| 4.                       | Daniel Felipe Martínez   | EF Education First-Drapac | + 46m48s                 |                          |
| 5.                       | David Gaudu              | Groupama-FDJ              | + 58m05s                 |                          |
| 6.                       | Antwan Tolhoek           | LottoNL-Jumbo             | + 1h09m59s               |                          |
| 7.                       | Søren Kragh Andersen     | Team Sunweb               | + 1h18m01s               |                          |
| 8.                       | Stefan Küng              | BMC Racing Team           | + 1h18m17s               |                          |
| 9.                       | Marc Soler               | Movistar Team             | + 1h36m02s               |                          |
| 10.                      | Magnus Cort              | Astana                    | + 1h38m50s               |                          |

### Classificação por equipas
| Classificação por equipes | Classificação por equipes | Classificação por equipes | Classificação por equipes |
| Equipe                    | Equipe                    | Tempo                     |                           |
| ------------------------- | ------------------------- | ------------------------- | ------------------------- |
| 1.                        | Movistar Team             | 211h48m39s                |                           |
| 2.                        | Bahrain-Merida            | + 24m20s                  |                           |
| 3.                        | Sky                       | + 56m13s                  |                           |
| 4.                        | Lotto NL-Jumbo            | + 1h01m38s                |                           |
| 5.                        | Astana                    | + 1h05m35s                |                           |
| 6.                        | Team Sunweb               | + 1h55m24s                |                           |
| 7.                        | AG2R La Mondiale          | + 2h00m54s                |                           |
| 8.                        | BMC Racing Team           | + 2h07m53s                |                           |
| 9.                        | Quick-Step Floors         | + 2h26m36s                |                           |
| 10.                       | Mitchelton-Scott          | + 2h27m42s                |                           |

## Abandonos
- Philippe Gilbert, não tomou a saída devido a uma fractura de rótula depois de sofrer uma queda na etapa anterior.[2]